# Station Fjellhamar
Station Fjellhamar  is een halte in Fjellhamar in de gemeente Lørenskog in fylke Viken  in  Noorwegen. In 1931 werd in Fjellhamar een halte geopend. In 2003 werd op dezelfde plek een geheel nieuw complex gebouwd. De halte langs Hovedbanen wordt bediend door lijn L1, de lokale lijn die pendelt tussen Spikkestad en Lillestrøm.